# Х1-М «Око»

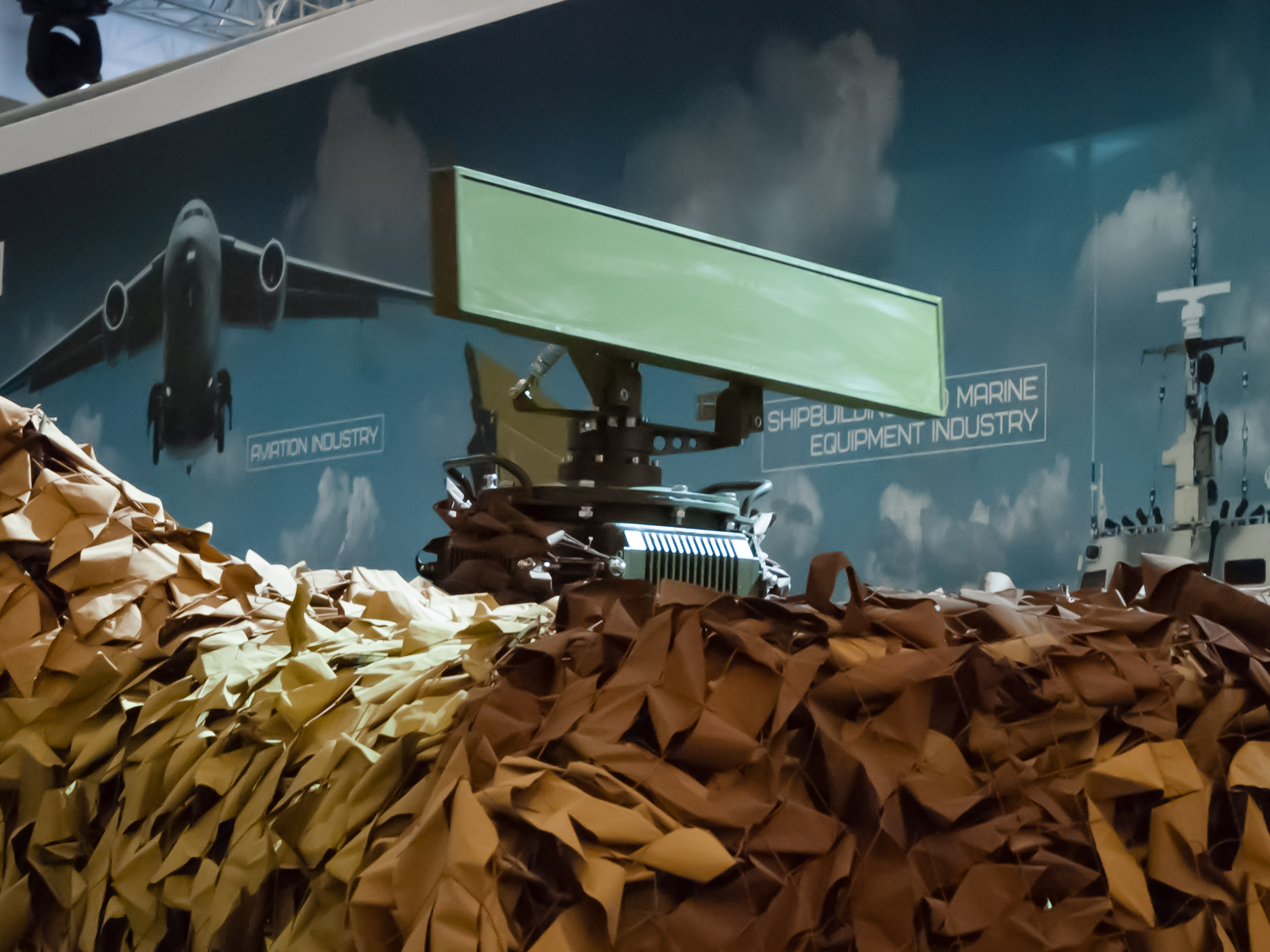
На виставці «Зброя та безпека-2017»

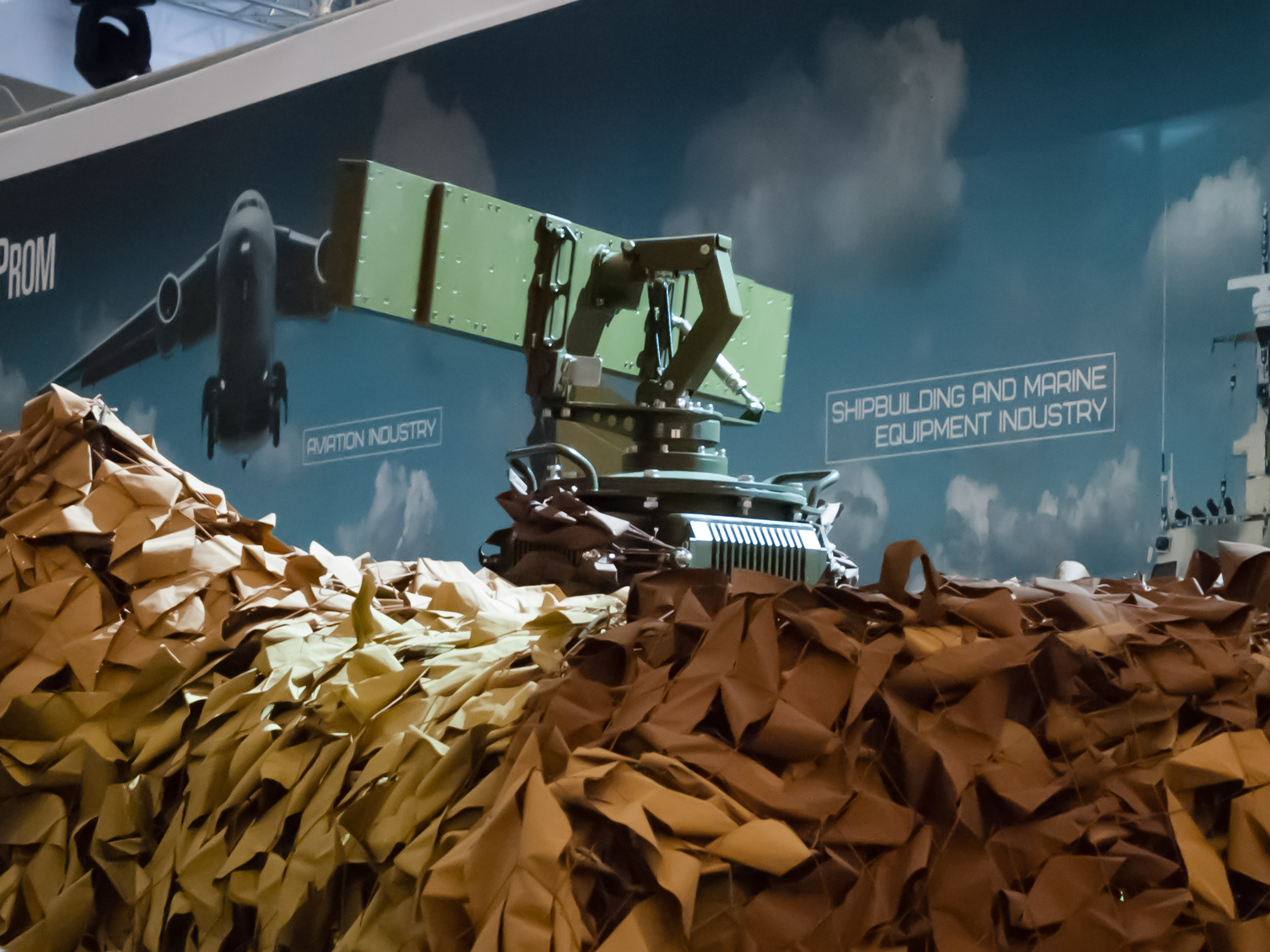

Х1-М «Око» — українська радіолокаційна станція охорони периметру. Була представлена на виставці «Зброя та безпека 2017». Розробники: державне підприємство «Спеціалізована  зовнішньоторговельна фірма «ПРОГРЕС» (ДП СЗТФ «ПРОГРЕС») разом з Радіоастрономічним інститутом НАН України. Призначена для виявлення (мало) рухомих наземних об’єктів на фоні місцевості; виявлення малорозмірних ЛА в приземному просторі; визначення координат цілей (азимута та дальності), ЕПР, радіальної швидкості та ширини допплерівського спектру. Для визначення висоті повітряних цілей РЛС опціонально може оснащуватися додатковим модулем. Передбачена інтеграція радарних даних зі стандартними географічними інформаційними системами. РЛС може експлуатуватися як при розміщенні на стаціонарній точці, так і з мобільної платформи (автомобіль, причіп тощо).

## Історія
Ця нова розробка є проривним вітчизняним рішенням, яке є відповіддю на актуальну загрозу – застосування безпілотної авіації, призначеної для вирішення різноманітних завдань: від розвідки до здійснення ударних акцій, як це відбувається на сході України.
Заходи з блокування роботи чи знищення ворожого «безпілотника» можна починати лише після виявлення ворожої цілі та визначення її місцезнаходження. А з цим, як виявляється, не все так просто. Як відомо, ймовірність виявлення повітряної цілі насамперед залежить її ефективної площі розсіювання (ЕПР). Порівняно великі БпЛА відрізняються більшою ЕПР, що полегшує їх виявлення. У випадку з малогабаритними апаратами (БпЛА поля бою, квадрокоптерами), побудованими з широким використанням пластиків, ЕПР зменшується, а завдання виявлення серйозно ускладнюється. Проблем додає і невелика швидкість цілей, як це відбувається з квадрокоптерами.
На практиці було доведено, що РЛМ Х1-М може працювати не лише по повітряним, але й по наземним та надводним цілям. РЛС вже пройшла декілька випробування як в Україні, так і за її межами, підтвердивши свої конкурентні можливості.
|                                  | У ході нещодавніх випробувань у Балтії перед нами ставилося завдання виявити цілі, які можуть становити потенційну загрозу для об'єкту, який ми прикривали. Це був один з аеродромів у лісистій місцевості. Ми виявили як усі «безпілотники» – до 10 різних типів, від квадрокоптерів до БпЛА з більшим ЕПР, так і людей та автомобілі, що пересувалися у визначеній зоні відповідності. |
| — наголосили у ДП СЗТФ «ПРОГРЕС» | |

РЛС Х1-М виявилась кращою серед шести інших зразків закордонних виробників, що представили свою продукцію для задоволення нагальних потреб балтійських військових. Це відкриває шлях до реалізації спільних проєктів з балтійцями у цій царині. Також у вересні 2017 року РЛС Х1-М взяла участь у схожих навчаннях, які проводив Генеральний штаб ЗСУ – так само з позитивним результатом.

## Технічні характеристики
- Інструментальна дальність, км 0,3...30
- Тип антени хвилеводно-щілинна
- Імпульсна потужність передавача, Вт до 30
- Сектор огляду по куту місця 30°
- Азимутальний сектор огляду 360°
- Максимальна швидкість сканування антени 90°/сек
- Точність вим. азимута цілі 1°
- Точність вим. дальності, м 5
- Точність вим. радіальної швидкості, м/с 0,1
- Мінімальна вим. швидкість, м/с 0,2
- Максимальна швидкість цілей, м/с 60
- Система координат WGS-84 або РЛС
- Габарити, м 1,2х0,5х0,75
- Вага, кг до 65
- Споживана потужність, Вт 300

### Чутливість
| Тип цілі та характерна ЕПР | Дальність виявлення при С/Ш>15Дб |
| -------------------------- | -------------------------------- |
| БпЛА, 0,01 м2              | 7 км                             |
| Людина, 0,5 м2             | 18 км                            |
| Автомобіль, літак, 1м2     | 25 км                            |